# George Dunbar Kilpatrick
George Dunbar Kilpatrick (Coal Creek, Columbia Británica, Canadá; 15 de septiembre de 1910-14 de enero de 1989) fue un sacerdote y teólogo anglicano. Fue profesor de exégesis de las Sagradas Escrituras en la Universidad de Oxford desde 1949 hasta 1977.

## Vida
Kilpatrick nació en Coal Creek, Columbia Británica, Canadá.

### Educación
Estudió en el University College de Londres (obteniendo un primer título en estudios clásicos en 1932), en el Oriel College de Oxford (obteniendo un título de segundo grado en Literae Humaniores (clásicas) en 1934 y un grado en teología en 1936, así como un Bachelor en Divinidad en 1944). En 1948 obtuvo el Doctorado en Divinidad.

### Trabajo académico
Fue ordenado diácono en 1936 y sacerdote en 1937, sirviendo como sacerdote en Horsell, Surrey, y en Selly Oak, Birmingham.
Después de ser tutor en el Queen's College, Edgbaston, y de servir como director interino del College of the Ascension, Selly Oak, Kilpatrick se convirtió en rector de Wishaw (Warwickshire), y en profesor del Lichfield Theological College en 1942. En 1946 se convirtió en director del Departamento de Teología y lecturero de Teología Cristiana en el University College de Nottingham. De 1945 a 1949 fue conferenciante de Grinfield sobre la Septuaginta en la Universidad de Oxford, y obtuvo su título DDiv en 1948. En 1949 fue nombrado profesor de exégesis de las Sagradas Escrituras del decano Ireland, cargo que conllevaba una beca en el Queen's College de Oxford. Ocupó la cátedra y la beca hasta 1977. En 1967 fue nombrado Fellow del University College de Londres.
Se le ha descrito como "uno de los críticos textuales más destacados del siglo XX". Entre sus publicaciones se encuentran The Origins of the Gospel according to St Matthew (1946), The Trial of Jesus (1953) y The Eucharist in Bible and Liturgy (1984), así como diversos artículos en revistas y publicaciones periódicas. Murió el 14 de enero de 1989.